# Битка при Аоос
Битката при Аоос (на албански: Vjosë или Vjosa; на гръцки: Αώος; на латински: Aous) се провежда през 198 г. пр. Хр. между силите на Римската република, водени от Тит Квинкций Фламинин, и Македония, водени от Филип V Македонски.

## История
През 200 г. пр. Хр. римската армия акостира край Аполония, на източния бряг на Адриатическо море, и през следващата година трябвало да нахлуе в Западна Македония. През пролетта на 198 г. пр. Хр. Филип взема добра защитна позиция при река Аоос, защитавайки дефилето, като блокира най-добрия път към Македония от запад.
Командирът на римляните през 199 г. пр. Хр. Публий Вилий Тапул решава да нападне Филип и достига на около осем километра от македонската позиция, когато пристига заместникът му, това е Тит Квинкций Фламинин, човек, който има известен опит в Гърция и е един от консулите за 198 г. пр. Хр.
Пристигането на Фламинин е последвано от преки преговори с Филип. Македонският цар е осъзнал колко опасни могат да бъдат римляните сега, когато краят на Втората пуническа война ги оставя свободни да се концентрират към войната в Македония. Филип предлага да приеме оригиналните римски условия от 200 г. пр. Хр., а именно да се откаже от градовете около Егейско море, които е завладял. За нещастие на Филип, римляните не се интересуват от сключването на мир при тези условия. Истинските цели на Рим от войната са да намали силите на Филип, на който никога няма да бъде простено за обявяването на войната през 215 г. пр. Хр. в разгара на Втората пуническа война. Сега Фламинин настоява Филип да се откаже от Тесалия – област, управлявана от македонците от век и половина. Не е изненада, че Филип приключва разискването и се оттегля към очевидно непревзимаемата си позиция в дефилето на Аоос.
Лошият късмет на Филип продължава. Римляните са си осигурили услугите на местен водач. С помощта на този водач 4300 римски войника обграждат позицията на Филип, заплашвайки го да го хванат в капан в дефилето (вероятно датата е 24 юни 198 г. пр. Хр.). Битката му коства 2000 души, целия му обоз и Тесалия – оставена незащитена за римляните.

## Последици
Като последица от победата си при река Аоос римляните навлизат в Тесалия, където превземат няколко града, преди да се насочат на юг, за да презимуват във Фокида на брега на Коринтския залив. Римският успех убеждава Ахейския съюз да сложи край на дълготрайния си съюз с Македония и да мине на страната на Рим.